# Kompaktregler

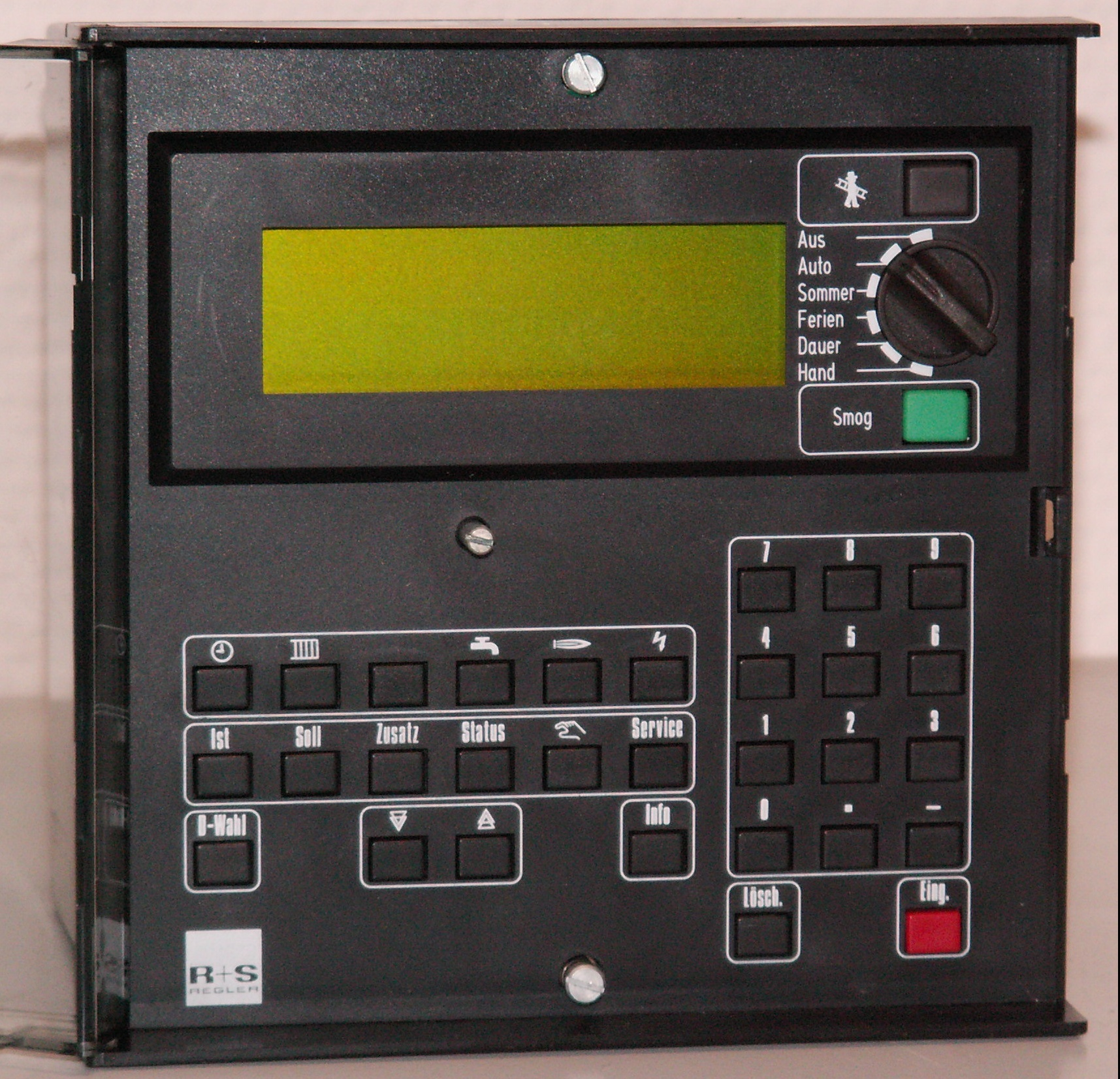
Kompaktregler für eine Heizungsanlage

Kompaktregler sind eigenständige Regeleinrichtungen, die einen oder mehrere Regelkreise beherrschen können. Die Regler können frei parametriert werden und so auf unterschiedliche Arten von Regelstrecken angepasst werden.
Kompaktregler sind zumeist digitale Kleinrechner mit eigenen, genormten elektrischen Ein- und Ausgängen (Einheitssignal-Regler) zur Montage auf Hut-Schienen oder als Schalttafeleinbau.
Einfache Ausführungen haben eine numerische Anzeige der Prozesswerte. Kompaktregler in gehobener Ausstattung sind mit Touchscreen und grafischer Abbildung der Regelstrecke oder der Anlage erhältlich.
Neben der eigentlichen Regelaufgabe können Kompaktregler auch Steuerungsaufgaben übernehmen und so den Ablauf des Prozesses oder Teile davon eigenständig steuern.
Kompaktregler sind in nahezu allen Branchen und Industriezweigen zu finden, beispielsweise wird die Programmreglerfunktion häufig in der Nahrungsmittelindustrie genutzt, oder in Härtereien um bestimmte Temperaturprofile vorzugeben. Kompaktregler werden beispielsweise auch zur Regelung von Heizungen, Hausanschlussstationen und der Warmwasserbereitung oder für einfache Lüftungsanlagen eingesetzt.

## Definitionen
„Ein Kompaktregler bzw. Messwerkregler besteht aus Messeinrichtung, Sollwertsteller, Vergleichseinrichtung und Regler. Er ist für spezielle Aufgabengrößen ausgelegt.“

„Was ist ein PID-Regler? - Ein Kompaktregler lässt sich an die unterschiedlichsten Anwendungen anpassen und findet in der Regel als PID-Regler Verwendung. Er arbeitet proportional, integrierend und differenzierend (PID), wobei die Intensität der einzelnen Anteile an die Regelstrecke angepasst wird. Dies geschieht über die Dimensionierung der Regelparameter“

Nach der DIN 19225 ist ein Kompaktregler: „ein Regler, der in einem Gerät alle wesentlichen Teile enthält“.
Nach der Richtlinie VDI/VDE 2189 enthält ein Kompaktregler „in einem Gehäuse alle zur Funktion, Bedienung, Beobachtung, Hilfsenergieversorgung usw. benötigten Komponenten“. Ferner ist ein „digital arbeitender Kompaktregler“ ein „vollständig unabhängiges Einzelgerät ohne Notwendigkeit der Ankopplung an ein übergeordnetes System oder Rechner“. „Überschneidungen mit „Systemreglern“ (Prozeßrechner, Prozeßleitsysteme) sind möglich“.

## Aufbau
Kompaktregler sind entweder fest aufgebaut oder modular bestückbar und somit erweiterbar. Die Analogeingänge für den Istwert sind häufig universal verwendbar und können für verschiedene Arten von Sensoren und Signalen konfiguriert werden. Weiterhin stehen Digitaleingänge zur Erfassung von Schaltvorgängen zur Verfügung. Als Ausgänge stehen verschiedene binäre Schaltelemente zur Verfügung wie Relais-, Halbleiterrelais-, Logik- und MosFET-Ausgänge und werden entweder für die Ansteuerung von binären Stellgliedern oder für Steuersignale genutzt. Die Analogausgänge sind als Spannungs- oder Stromausgang konfigurierbar z. B. 4…20 mA/0…10 V und werden zur stetigen Ansteuerung von analogen Stellgliedern wie z. B. Proportionalventilen, Thyristorleistungssteller oder Frequenzumrichtern genutzt.
Die Bedienung, Parametrierung und Konfiguration kann über die Gerätefront erfolgen, zusätzlich werden Konfigurationsprogramme mitgeliefert, in denen die Einstellungen für den Anwender übersichtlich zu erreichen sind. Die Verbindung zwischen PC und Regler kann über USB, TCP/IP oder serielle Schnittstellen hergestellt werden.

## Reglerarten
Je nach Bestückung der Ausgänge können folgende Reglertypen konfiguriert werden:
- Stetige Regler für analoge Stellglieder
- Zweipunkt-Regler für binäre Stellglieder
- Dreipunkt-Regler für binäre und/oder analoge Stellglieder zum Regeln in beide Richtungen
- Dreipunkt-Schritt-Regler für Motorstellglieder
- Stellungsregler für Motorstellglieder mit Positionsrückmeldung[1]

## Besondere Funktionen
Die Programmreglerfunktion gibt dem Regler ein vom Anwender definiertes Sollwertprofil vor, welches in mehrere Abschnitte unterteilt ist. Der Regler arbeitet dann nicht mehr mit einem festen Sollwert, sondern bekommt diesen vom Programm vorgegeben. Die Anlage kann so in definierten Zeiten bestimmte Sollwerte anfahren. Zusätzlich können die einzelnen Abschnitte mit Steuerkontakten belegt werden, um zusätzliche Aktoren anzusteuern.
Bei Kompaktreglern mit Farbdisplay ist oftmals eine Registrierfunktion erhältlich, in der wie beim Bildschirmschreiber wichtige Prozessdaten aufgezeichnet und archiviert werden.